# William Brade
William Brade (ur. 1560, zm. 26 lutego 1630 w Hamburgu) – angielski skrzypek i kompozytor działający na terenie Niemiec.

## Życiorys
Brak informacji na temat jego pochodzenia i młodości. Od około 1590 roku przebywał na terenie Niemiec i Danii. Prowadził ruchliwy tryb życia, jako kompozytor i wykonawca upowszechniając osiągnięcia angielskiej muzyki instrumentalnej. W trakcie swoich licznych podróży przebywał m.in. w Kopenhadze, Hamburgu, Berlinie, Bückeburgu, Güstrow i Halle. Od 1622 do 1625 roku był nadwornym kapelmistrzem na dworze księcia szlezwicko-holsztyńskiego Fryderyka III. Kres jego działalności położyły wydarzenia wojny trzydziestoletniej, ostatnie lata życia spędził w Hamburgu, przypuszczalnie pozbawiony zajęcia.
Opublikował 5 zbiorów, zawierających instrumentalne opracowania tańców w formie suit. Wywarł wpływ na twórczość późniejszych kompozytorów niemieckich. Dzięki Brade’emu w Niemczech upowszechniły się nieznane wcześniej tańce takie jak branle, mascherata i wolta.